# Teatro Heredia
El Teatro Heredia, oficialmente Teatro Adolfo Mejía es un teatro colombiano ubicado en el interior de la ciudad amurallada de Cartagena de Indias, Bolívar, Colombia. Su construcción, iniciada en 1906, se llevó a cabo en el lugar en el que se encontraban las ruinas de la Iglesia de La Merced, construida en 1625, y con un diseño basado en el teatro Tacón de La Habana. Fue inaugurado el 11 de noviembre de 1911 con el nombre de Teatro Municipal por motivo del primer centenario de la Independencia de Cartagena, y su nombre fue cambiado a Teatro Heredia en 1933, en conmemoración al cuarto centenario de la fundación de la ciudad. La Fundación para la Conservación y Restauración del Patrimonio Cultural Colombiano y la Subdirección de Monumentos Nacionales del Instituto Nacional de Vías se encargaron de la restauración del teatro, que condujo a su reapertura en 1998.
En su fachada se aprecian Talía, Terpsicore, Euterpe y Calíope; y en su interior se encuentran pinturas de Enrique Grau en el telón y el cielo raso.

## Descripción
Su construcción, en estilo italiano pero con influencia caribeña, se debe a Luis Felipe Jaspe, quien pese a no haber cursado estudios es el artífice de algunas de las más importantes obras de principios del siglo XX, como la torre del Reloj de la Puerta de la Boca del Puente.
El teatro fue construido al comienzos del siglo XX a instancias de la Compañía de Teatro de Variedades de Cartagena, que había propugnado durante 30 años la construcción de un teatro municipal, para ampliar la vida cultural que se desarrollaba en el escenario del teatro Mainero desde 1874.
Su edificación se realizó dentro de la antigua capilla de la Merced, que fue construida en 1625 y abandonada durante las guerras de Independencia. El proyecto de Jaspe aprovechó la estructura de tres naves del templo, para construir un teatro con esquema de herradura, platea, palcos, balcones y los escenarios.

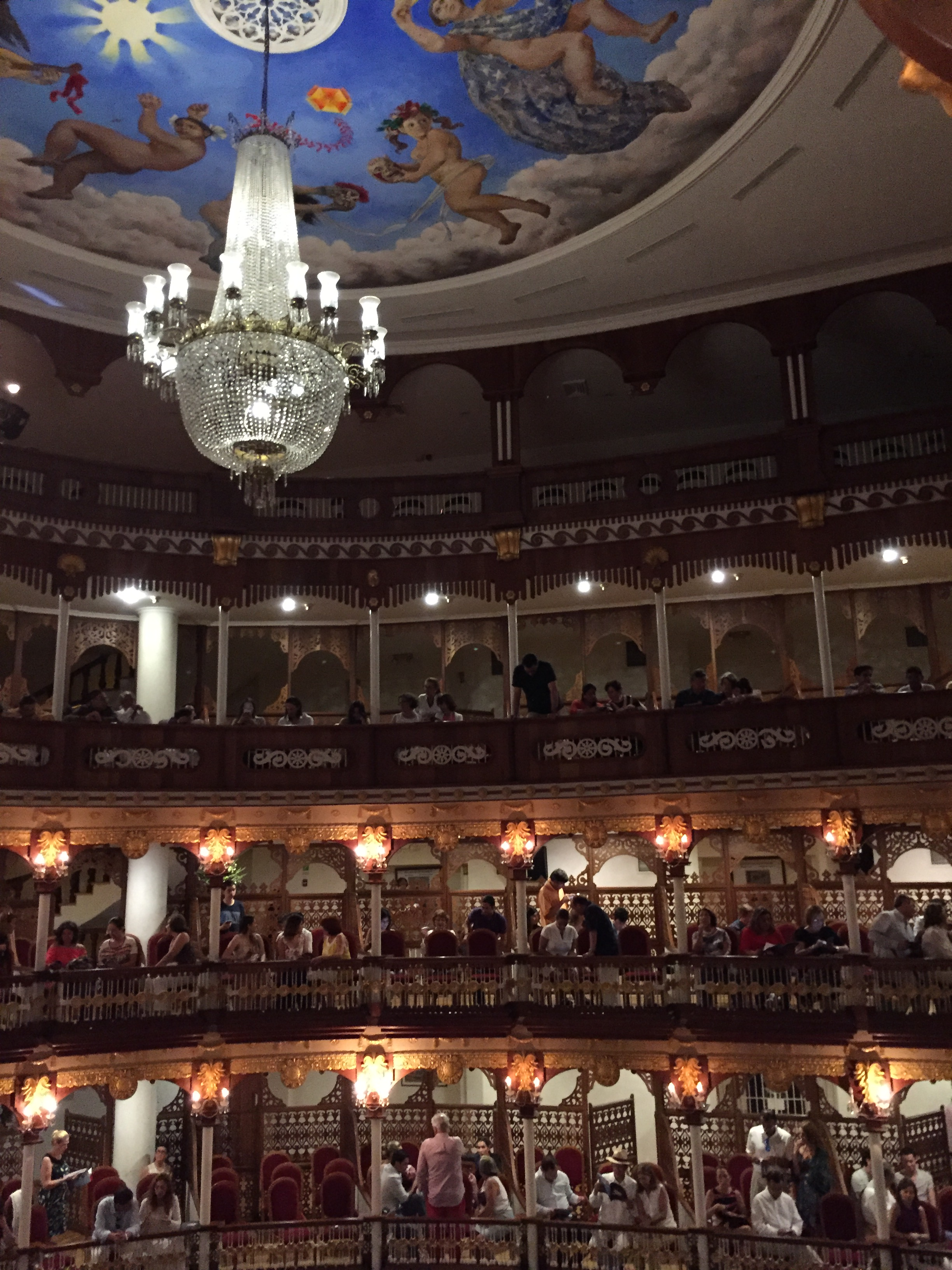
Teatro Heredia (Adolfo Mejía)

En el teatro cada espacio goza de valor arquitectónico. La fachada, de estilo ecléctico, está compuesta por tres cuerpos, a los que corresponden sendas puertas que dan al vestíbulo, que junto con las escaleras que dan a los palcos son de mármol blanco de Carrara. Estas escaleras fueron construidas en Italia y transportadas por vía marítima, a través del océano Atlántico.
El teatro cuenta además con un escenario coronado con una escultura de la India Catalina —traductora del fundador de la ciudad Pedro de Heredia— foso de orquesta y «foyer». No obstante, la característica arquitectónica más relevante la constituyen las celosías caladas que separan los palcos, que producen un efecto de encaje, y los adornos que separan las tribunas, elaborados en yeso cubierto de láminas de oro de 22 quilates.
En 1988, el teatro Heredia fue restaurado. Fruto de esta obra son el mural del cielo raso (plafond) que representa a las nueve musas de las artes y las ciencias y la pintura referente a Cartagena en el telón. Ambas pinturas son del maestro cartagenero Enrique Grau.
El teatro municipal, como se le llamó originalmente, fue inaugurado el 11 de noviembre de 1911, con motivo del Primer centenario de la independencia de Cartagena de Indias.